# Esther Lamptey
Pour les articles homonymes, voir Lamptey.
Esther Lamptey, née vers 1962, est une joueuse de tennis de table ghanéenne.

## Biographie
Esther Lamptey est née en 1962 ou 1963 au Ghana. 

### Carrière sportive
Esther Lamptey remporte aux Jeux africains de 1978 à Lagos deux médailles d'argent, en simple dames et en double dames avec Helen Amankwah (en), ainsi que deux médailles de bronze, par équipes dames ainsi qu'en double mixte avec Joseph Quansah.
Aux Championnats d'Afrique de tennis de table 1980 à Dakar, alors entraînée par D. G. Hathiramani (en), elle est médaillée d'or en simple dames (une première depuis 1970 pour le Ghana), et obtient deux médailles d'argent, en double dames avec Helen Amankwah  et en double mixte avec Joseph Quansah.
Travaillant au sein de la police ghanéenne, elle joue et entraîne l'équipe de la police. Elle entraîne l'équipe du Ghana lors des Jeux africains de 2003 à Abuja. En 2016, elle déménage en Oklahoma aux États-Unis pour se rapprocher de sa fille, et fonde un club de tennis de table à Oklahoma City. Elle est également arbitre internationale de tennis de table,.